# 10 cm Nebelwerfer 35
10-cm-Nebelwerfer 35 (нем. Nebelwerfer — букв. «метатель тумана») — тяжёлый немецкий миномёт калибра 105 мм периода Второй мировой войны. Миномёт в первую очередь был предназначен для использования с химическими боеприпасами (для создания дымовых завес), но в отличие от, например американского миномёта М2 с самого начала был разработан для стрельбы обычными фугасными боеприпасами .

## Конструкция
Дизайн миномёта был полностью классическим, представляя собой увеличенный в два раза вариант 81-миллиметровой модели 8 cm Granatwerfer 34. Как и свой прототип миномёт разбирался на три части, которые весили в два раза тяжелее, чем аналогичные детали 81-мм миномёта (ствол — 31,7 кг, опорная плита — 36,3 кг и двунога — 32,2 кг), и поэтому для их транспортировки были разработаны колесные тележки Handkarren für 10cm Nebelwerfer (Nbf. 1), и Munitionskarren für 10 cm Nebelwerfer для перевозки боеприпасов (оба варианта были складными для перевозки в автомобилях), а затем Handkarren für 10cm Nebelwerfer (Nbf. 2) (нескладной упрощённый вариант) которые могли быть буксированны или же передвигались расчётом.

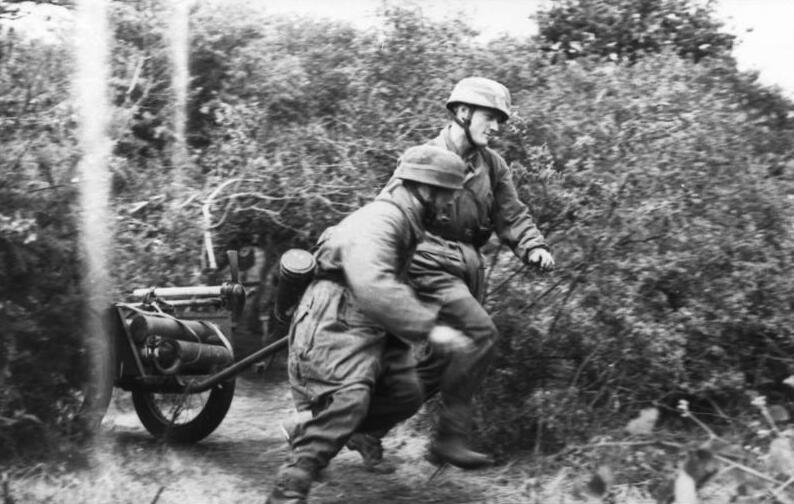
Handkarren für 10cm Nebelwerfer (Nbf. 2)

Последний вариант имел зажим для инструментария. Ресурс ствола составлял 15-18 тыс. выстрелов.

## Применение и организационная структура
Расчёт состоял из командира, трёх солдат обслуживающих миномёт и трёх переносчиков боеприпасов.
Начиная в 1940—1941 г., производство оружия было прекращено из за недостаточной дальнобойности миномёта и оно было заменено в химических войсках вермахта (Nebeltruppen, буквально — «дымовые войска») на казнозарядное орудие 10 см Nebelwerfer 40, а позже на ракетные установки Nebelwerfer. Имеющиеся в строю миномёты были переданы отделениям миномётчиков. Боеприпасы выпускались в весьма значительных количествах до 1943 года. Стоимость единицы оружия была в два раза больше чем у 81 мм миномёта − 1500 марок. После вторжения в СССР немцы начали производство миномёта Granatwerfer 42 (копии советского 120 мм миномёта), который обладал гораздо лучшими боевыми характеристиками, имея примерно ту же стоимость.
Вопрос почему немцы прекратили выпуск мощного 105 мм миномёта в критический для вермахта момент — в начале 1941 года, может быть объяснён переоценкой популярной у верхушки командования концепции «блицкрига», в которой главная роль отводилась танкам и авиации и недооценкой роли артиллерии в целом.

## Производство[3]
На 1 сентября 1939 года в войсках числилось 155 минометов.
|       | 1     | 2     | 3     | 4     | 5     | 6     | 7     | 8     | 9     | 10    | 11    | 12    | Всего |
| ----- | ----- | ----- | ----- | ----- | ----- | ----- | ----- | ----- | ----- | ----- | ----- | ----- | ----- |
| 1939  |       |       |       |       |       |       |       |       |       | 25    | 40    | 20    | 85    |
| 1940  |       | 25    | 25    | 48    | 14    | 15    | 20    | 12    | 30    | 30    | 47    | 13    | 279   |
| 1941  | 57    | 45    | 31    | 65    | 40    |       |       |       |       |       |       |       | 238   |
| Всего | Всего | Всего | Всего | Всего | Всего | Всего | Всего | Всего | Всего | Всего | Всего | Всего | 602   |

Так, на 1 мая 1940 года в войсках было 288 минометов, на 1 июня 1941 — 550, а на 1 июня 1942 — 700.

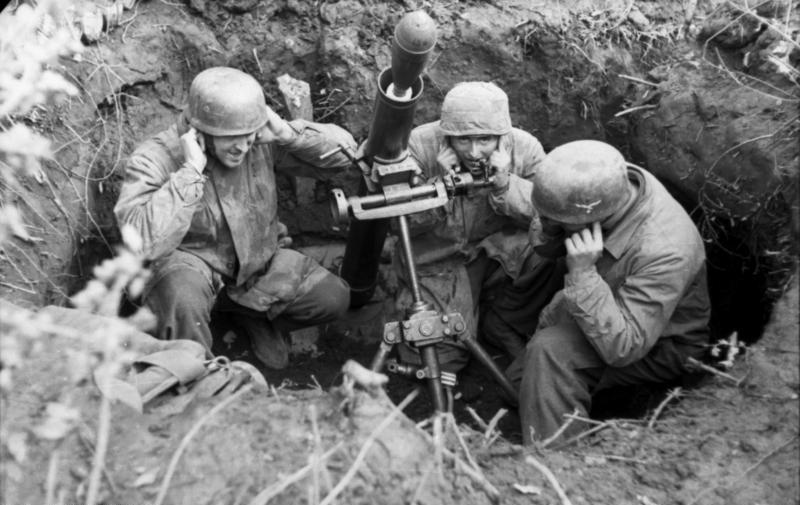
10,5 cm Nebelwerfer 35

## Боеприпасы
Миномёт использовал:
- 7,26 kg schwere Sprenggranate (10 см Wgr.35 SPR) — 7,26 кг тяжёлая мина фугасного действия, в которой было 1,7 кг тротила.
- 7,26 kg schwere Rauchgranate (10-см Wgr.35 Nb) — 7,26 кг тяжёлая дымовая мина, в которой было 1,7 кг химикатов.
- Kampfstoffgranate (10-см Wgr.35 Х.) — химическая мина заполненная горчичным газом.
- Kampfstoffgranate (10-cm-Wgr.35 Z.B.) — химическая мина (которая не получила распространения) заполненная 0,9 кг ОВ.
- 7,35 kg schwere, 432 mm lange Wurfgranate 37 (Wgr.37 Spr) — 7,35 кг тяжёлая осколочная мина, в которой было 1,28 кг взрывчатых веществ.

Боевой метательный заряд 105-мм миномёта включал в себя основной заряд (хвостовой патрон) весом 15 г. и четыре дополнительных заряда в виде колец по 21 г., надеваемых на трубку стабилизатора. Мина покидала ствол с начальной скоростью до 193 м / с и имела дальность стрельбы до 3025 м. Разброс составлял 65 м.
Количество миномётных (нехимических) боеприпасов произведённых в во время Второй мировой войны к началу марта 1945 (в 1000 шт.):
| Год   | шт.  |
| ----- | ---- |
| 1939  | 5    |
| 1940  | 1090 |
| 1941  | 284  |
| 1942  | 356  |
| 1943  | 368  |
| Всего | 2103 |

Кроме того, было произведено 222 800 мин W.Gr. 35 Х с ОВ.

## Сравнение с аналогами
|                                                | 10 cm Nebelwerfer 35 | 107-мм полковой горно-вьючный миномёт образца 1938 года | M2 4.2 inch mortar           | Ordnance ML 4.2 inch Mortar |
| ---------------------------------------------- | -------------------- | ------------------------------------------------------- | ---------------------------- | --------------------------- |
| Страна                                         | Нацистская Германия  | Союз Советских Социалистических Республик               | Соединённые Штаты Америки    | Великобритания              |
| Назначение и тип                               | Батальонный миномёт  | Батальонный миномёт                                     | Полковой/Дивизионный миномёт | Дивизионный миномёт         |
| Калибр, мм/длина ствола, клб                   | 105/13               | 107/16                                                  | 107/14                       | 106,7/15(Mk 1),16(Mk 2)     |
| Масса в боевом положении, кг                   | 105                  | 170                                                     | 151                          | 236—453                     |
| Минимальная/Максимальная дальность стрельбы, м | 3030                 | 6300                                                    | 4023                         | 3750                        |
| Минимальный\|Максимальный угол ВН, °           | 45-90                | 45-80                                                   | 45-60                        | 45-80                       |
| Угол горизонтального наведения, °              | 28                   | 3                                                       | 7                            | 10                          |
| Масса осколочно-фугасной/Дымовой мины, кг      | 7,38                 | 8-9,1                                                   | 11,1-11,6                    | 9,1-10,2                    |